# عدنان البني
عدنان البني من مواليد عام 1926م في حمص في سوريا توفي في 21 تشرين الأول 2008م حاصل على درجة دكتوراه دولة في التاريخ من جامعة القديس يوسف في لبنان (1977)، ودكتوراه دولة في الآثار من جامعة السوربون في باريس (1986).

## عمله
عمل في عدة بعثات تنقيب وطنية ومشتركة في عدة مواقع أثرية سورية هامة: تدمر وابن هاني وسيانو، ودرّب خلالها العديد من الآثاريين. كما عمل مديراً للتنقيب والدراسات الأثرية في المديرية العامة للآثار والمتاحف منذ 1954 حتى 1996، ومحاضراً في كلية الآداب بجامعة دمشق منذ عام 1959، وعضواً في مجلس إدارة الآثار منذ عام 1960، وهو عضو في عدد من الجمعيات العلمية وعضو مراسل في الأكاديمية البريطانية.
وكان عضواً فعالاً في كل من جمعية البحوث والدراسات، وهيئة تحرير مجلة التراث العربي، وهيئة تحرير مجلة الحوليات الأثرية السورية.

## كتاباته
1. الفن التدمري - المجلس الأعلى لرعاية الآداب والفنون والعلوم الاجتماعية 1962 طبعة ثانية 1972.
2. المدخل إلى تاريخ الشرق القديم - جامعة دمشق 1966- طبعة ثانية 1970- وطبعة ثالثة مزيدة وموسعة 1971.
3. التنقيب الأثري الحديث- وزارة الثقافة دمشق 1976.
4. الجزء الثاني عشر من مؤلف الكتابات التدمرية بالفرنسية (بالاشتراك مع خافييه تيسيدور) المعهد الفرنسي للآثار في بيروت 1975.
5. تدمر والتدمريون - وزارة الثقافة - دمشق 1978.
6. تدمر، أثرياً، تاريخياً بالاشتراك مع الأستاذ خالد الأسعد 1979، طبع حتى الآن ثلاث طبعات والعديد من الطبعات بالفرنسية والإنكليزية والألمانية واليابانية والإيطالية.
7. نساء على دروب تدمر- دار سومر- دمشق 1987.
8. معبد نبوفي تدمر بالفرنسية (ثلاثة أجزاء) جامعة السوربون في باريس 1986.
9. أبولودور الدمشقي - وزارة الثقافة- دمشق 1990.
10. جامع المنحوتات التدمرية بالفرنسية بالاشتراك مع آنا سادورسكا طبع في روما عام 1994ونال جائزة أوروبا للآثار للعام المذكور.
11. المدخل إلى عالم الكتابات القديمة.
12. علم الآثار والتنفيذ الأثري والكتابات الأثرية (أمال لدبلوم الآثار بجامعة دمشق)
13. أعمال التنقيب الأثري في رأس ابن هاني- أعد بالمشاركة - بيروت(1988).